# Бухтманн, Кристофер
Кристо́фер Бу́хтманн (нем. Christopher Buchtmann; род. 25 апреля 1992, Минден, Северный Рейн-Вестфалия) — немецкий футболист, полузащитник клуба «Ольденбург».

## Карьера

### Клубная
Летом 2008 года перебрался в Ливерпуль из Дортмунда. В мае 2009 года выиграл со сборной Чемпионат Европы для игроков не старше 17 лет, став одним из лучших игроков своей сборной на турнире, после чего был переведён из академии «Ливерпуля» в Мелвуд, в резервную команду. Осенью 2009 года он с той же сборной отправился на чемпионат мира, где выходил в основном составе во всех матчах своей команды, уступившей в 1/8 финала. 1 февраля 2010 года Бухтманн неожиданно для поклонников «красных» перешёл в «Фулхэм».